# 萨尔贡大帝

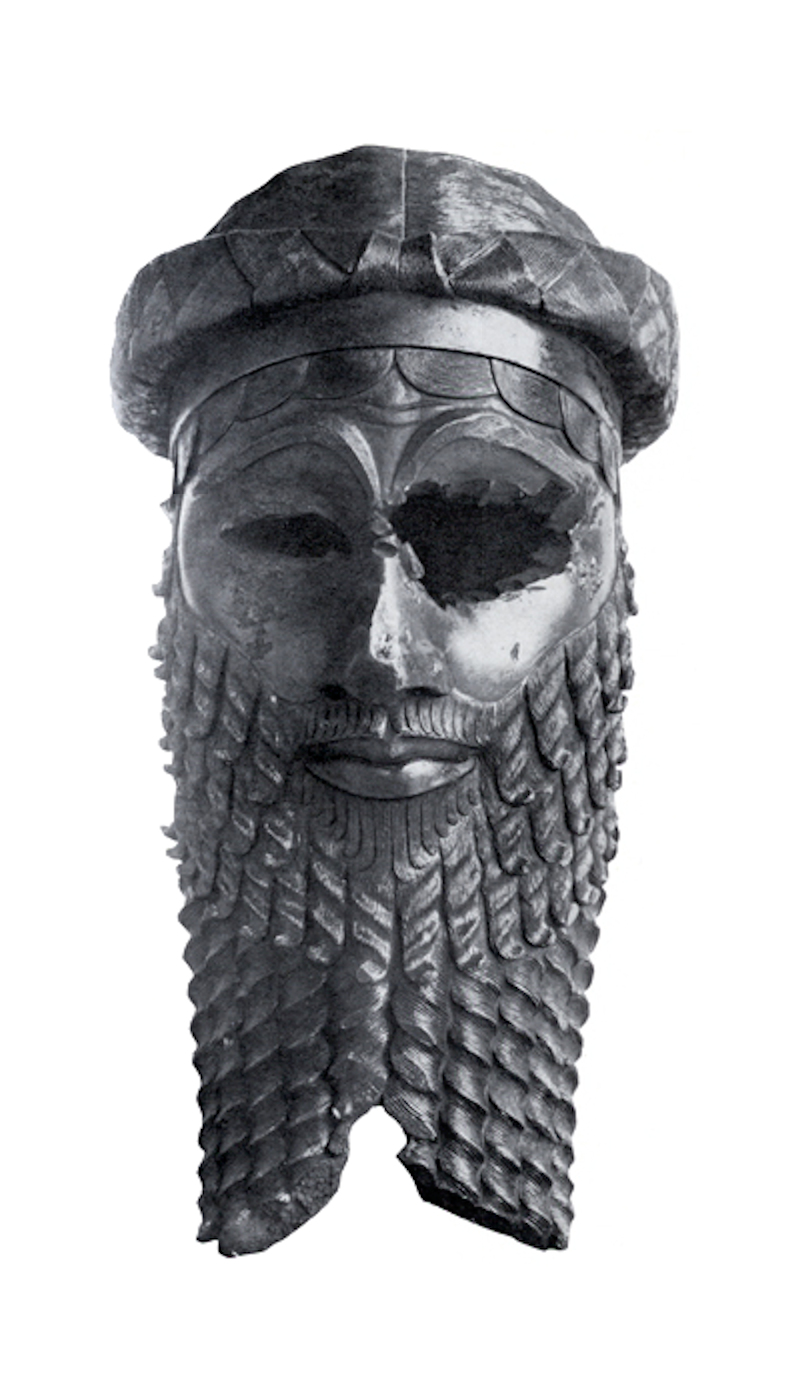
從建立於西元前23-22世紀的尼尼微出土的一名阿卡德人統治者的胸像。這個胸像雕塑的原型很可能就是薩爾貢，但也有可能是薩爾貢之孫纳拉姆辛。

萨尔贡也称为萨尔贡大帝，阿卡德語音譯為沙魯欽（阿卡德语：Šarru-kīnu），是阿卡德帝国的创建者，在位时间为公元前2334年－前2279年。在阿卡德语中，萨尔贡意为“正统的国王”，其为阿卡德人，于公元前23世纪到公元前22世纪间征服蘇美爾城邦。他先是成为基什王室的重要官员，随后杀死国王并篡夺王位，然后开始他征服美索不达米亚的历程。他原先被称为“萨尔贡一世”，但后来另一位名为萨尔贡的亚述国王遗存被出土后，他被称为“阿卡德的萨尔贡”，那位亚述国王被称为“萨尔贡一世”，之後更晚的亚述还有一位国王被称为“萨尔贡二世”。
萨尔贡的庞大的帝国已知从埃兰扩展至地中海，包括美索不达米亚全部，现今伊朗和叙利亚部分地区；并可能包括安纳托利亚和阿拉伯半岛的部分地区。他设立了一个新首都，名为阿加德，苏美尔王表中记载他建造（或可能装修）的阿加德在幼发拉底河左岸。他有时被认为是第一个有历史记载的君王，同时创建一个多种族的帝国，并且创立了中央集权的统治方式，虽然苏美尔的Lugal-anne-mundu和卢伽尔扎泽西也曾一度辉煌，但萨尔贡王朝控制了美索不达米亚约一个半世纪。

## 奪取政權
薩爾貢出身於平民，最初在基什王國的國王身邊當臣僕。大約於公元前2359年，溫馬人入侵基什王國，國王烏爾扎巴巴無法抵抗，他乘機奪取政權，並建立了阿卡德王國，以阿卡德城為首都。

## 對外征服
薩爾貢所建立的阿卡德王國（約前2334年—約前2193年）的主要人種是閃語族的阿卡德人，大約處於古代西亞兩河流域南部。薩爾貢在位期間（約公元前2334年—約前2316年），成立世界軍事史上第一支常備軍，約有5400人，並且不斷向外擴張。向東征服部分埃蘭城邦，向西則一度征服馬里（Mari）和埃卜拉（Ebla），開通前往地中海沿岸貿易的商路。此後，他繼續西進，深入小亞細亞的南部和中部，將王國的疆域擴張至頂峰。

### 信仰的整合
薩爾貢在處理阿卡德與南美索不達米亞地區之地緣政治方面，基於軍事及政治的原因，進行了一場以多元文化主義為內涵的改造工程，為帝國舞台的擴張先行鋪路。包含以征服者的身份取得蘇美人祭司的同意，將勝利的成果功歸於蘇美神恩利爾（Enlil）的幫助，此舉同樣得到信奉天空之神安恩（An）的廣大信眾認同與振奮。另外，薩爾貢設立自己的女兒恩海杜安娜（Enheduanna）為烏爾（Ur）的女大祭司，向蘇美女神伊南娜（ Inanna）求愛；隨後即合理的以阿卡德人自有的相似神祇伊什塔爾替換掉伊南娜，而安恩也改為相似的名字安魯（Anu）。薩爾貢將美索不達米亞的區域神祇當作地緣政治的潤滑劑，不僅為往後普世主義中的一神教奠定基礎，也為亞述帝國預先鋪路。

逝世
據《蘇美王表》，薩爾貢在位56年，早期版本為40年，薩爾貢應死於公元前2279年，他較年長的兒子瑪尼什圖蘇繼位，但烏爾第三王朝的早期版本為理木什先繼位。

## 國內經濟
薩爾貢亦甚為注重國內建設，大力發展經濟、文化和農業灌溉技術，使兩河流域的經濟更進一步，為當時世界上最先進的經濟體。

## 薩爾貢王的銅像
薩爾貢亦留下了著名的薩爾貢王的銅像。銅像的眼睛本來鑲有名貴的寶石，但已經遺失，只剩下兩個空洞。雕像的面部充份表現出蘇美爾藝術的精粹，而鬚髮的裝飾手法亦甚為特別。整個上來說，銅像表情莊嚴，充份刻劃了薩爾貢的外表，這亦顯示了那時的鑄銅技術已甚為高超。

## 參看條目
- 阿卡德王國
- 蘇美爾

| 前任： 卢加尔扎克西 烏魯克王 | 阿卡德王 | 继任： 理木什 也可能是玛尼什图苏 |

## 外部連結
- 美索不達米亞生活方式 - 中國網